# История судоустройства Украины
Судоустройство — совокупность правовых норм, которые устанавливают судебную систему, её организацию, задачи, компетенцию отдельных судов и их деятельность.

## История

### Княжеская Эпоха
От древнейших времен княжеской эпохи суды носили публичный характер. Существовало пять типов судов:
1. княжий суд, на котором князья, иногда уполномоченные ими заместители (тивун, метельник и тому подобное), чинили суд над населением в столице или вне её во время разъездов; в провинции судили от имени князя его посадники;
2. вечевой суд решал сначала разные, потом самые важные дела;
3. общественный или народный суд — древняя обычная форма (когда-то единственный судебный орган, позже существовал наряду с княжеским судом); основой его был вервный суд, судебные функции выполняли «судные мужи»;
4. частные (землевладельческие) суды давали право боярам судить дела своих невольников;
5. церковные суды имели юрисдикцию над церковными людьми, а в церковных делах (преступления против веры, супруги и т. п) — и над другими.

### Литовско-польская эпоха
На украинских землях в составе Польши судебная власть перешла с конца 14 века к королевским наместникам (старостам); в 1435 г. введена польская система сословно-шляхетских судов: городские суды, практика которых основывалась (с изменениями) на немецком праве (Магдебургское право); сельские суды решали меньшие дела местного населения, а вотчинные — важнее и обжалования постановлений сельских судов.
На украинских землях в Великом княжестве Литовском сохранился сперва суд княжеской эпохи с тем, что Великий князь имел право суда над удельными князьями. С 1386 г. судоустройство изменилось под польским и западно-европейским влиянием.
Существовали четыре рода судоустройства:
1. государственные суды —провинциальные (для свободного населения) и центральные (апелляционная инстанция под предводительством Великого князя или с его полномочиями);
2. городские суды, привилегированные городом, обычно с выборной скамьей присяжных (в некоторых городах действовали суды для отдельных национальностей);
3. общественные суды, называемые также копными, которые основывались на обычном праве древней эпохи;
4. доминальные (вотчинные) суды для дел господ против несвободного и полусвободного населения, а впоследствии и против всего, даже свободного населения, поселённого на господской территории.

Некоторые изменения в судоустройство были введены вторым Литовским Уставом, а Люблинской унией 1569 г. на землях, присоединенных к Польше, введен польский суд. Тогда возникло, уже признанное правительством, автономное сословное казацкое судопроизводство.

### ПериодГетманщины
На Гетманщине действовали в 1648—1763 гг. казацкие государственные суды. Они делились на провинциальные суды (сельские, сотенные, полковые), причём каждый высший суд был апелляционной инстанцией для низших, и на центральные суды: Генеральный Военный суд, Генеральная Военная Канцелярия и суд гетмана. Генеральный Военный суд, который существовал при гетманской резиденции, был сперва высшим судом страны, но впоследствии допускались апелляции на его решения в Генеральную Военную Канцелярию, которая, в дополнение к апелляционному суду, была судом первой инстанции для генеральной старшины, полковников, бунчуковых товарищей и гетманских «протекционистов». Суд гетмана возник с его прерогативы как высшего судьи государства с правом судить все дела в первой или апелляционной инстанции. В системе судов того времени действовали также городские, сельские, доминальные и духовные суды.
Большая судебная реформа гетмана Разумовского 1760 — 63 гг. опиралась на образцы судебной системы Литовского Статута и заменила казацкие государственные суды земскими, городскими (полковыми) и подкоморскими с реформированным Генеральным военным судом во главе.
На Запорожской Сечи судами низшего порядка были суды куренных атаманов и паланковых полковников, высшего — суды военного судьи, кошевого атамана и Сечевой Рады. Против приговоров военного судьи можно было апеллировать к кошевому атаману или к Сечевой Раде. Кошевой судья был основным судьей и только в мирное время можно было апеллировать против его приговоров к Сечевой Раде.

### Период Российской Империи
На украинских землях в составе Российской империи после недолгого переходного периода введены в 1782 г. сословные суды: для дворян действовали верхние земские суды; дела городских жителей рассматривал городовой и губернский магистрат, крестьян — Нижняя и Верхняя расправы; крепостных крестьян судили сами помещики. В каждой губернии были созданы ещё так называемые совестные суды, которые рассматривали некоторые гражданские и уголовные дела о преступлениях, совершенных несовершеннолетними и умалишёнными. Апелляционными и ревизионными инстанциями для всех судов были губернские палаты гражданского и уголовного суда, приговоры которых утверждал губернатор, а в более важных делах — Сенат. На Правобережье до 1830-х гг. действовал польский суд. В результате судебной реформы 1864 г. было введено новое судоустройство, построенное ближе к западным образцам. В новой системе были выделены из общих судов волостные суды, то есть низшие суды для крестьянства для рассмотрения гражданских и уголовных дел, и мировые суды для рассмотрения незначительных гражданских и уголовных дел с целью упрощения судопроизводства. Мировых судей избирали уездные съезды или городские думы. Эти суды действовали в первой инстанции в составе одного судьи, а во второй, как уездные съезды мировых судей, коллегиально в составе трех мировых судей. Окружные суды охватывали несколько уездов и были компетентны в больших уголовных и гражданских делах; они действовали в составе трех присяжных судей. Судебные палаты действовали в судебных округах (они охватывали несколько губерний) в составе трёх судей как апелляционная инстанция (их приговоры рассматривались в кассационном порядке Сенатом), а также как суд первой инстанции по делам особой важности, в частности о так называемых государственных преступлениях (тогда они действовали в составе трёх постоянных судей и трёх сословных представителей). Окружных судей и членов судебных палат назначал царь по предложению министра юстиции. Высшей судебной учреждением в Российской Империи был Правительствующий Сенат, кассационные департаменты которого действовали главным образом как высший кассационный суд для приговоров окружных судов присяжных и приговоров судебных палат. Позднейшие реформы ограничили деяния суда присяжных, а в 1889 г. были отменены мировые суды с заменой их городскими судами, а в селах — земскими начальниками.
На украинских землях под Австрией действовали сначала суды польской системы, но реформами 1784—1887 гг. было введено два шляхетских суда (во Львове и Станиславе) и ряд межсословных уголовных судов с апелляционным судом во Львове и самым высоким в Вене. Постепенные реформы начались после революции 1848 г.; в 1867 г. была введена несменяемость судей и судов присяжных по самым важным уголовным, политическим и нашумевшим в прессе делам. В судопроизводстве тогда разрешено употребление украинского языка (наряду с польским и немецким). Судебной реформой 1895—1896 гг. образованы уездные суды (действующие единолично) для мелких гражданских и уголовных дел, окружные — для более важных дел и апелляций от уездных судов, и апелляционный суд во Львове для апелляции от окружных судов. Высшей ревизионной инстанцией являлся Высший Суд в Вене. Судей назначал император по предложению министра юстиции пожизненно, гарантируя их независимость. При окружных и апелляционных судах действовали прокураторы для выдвижения обвинений по уголовным делам; в уездных судах эти функции выполнял представитель административной власти.

### ПериодУНР(1917—1920 гг.)
Краткий период независимости Украины 1917-1920 гг. не позволил ввести новую судебную систему; в целом с некоторыми изменениями действовал Суд Российской Империи и Австро-Венгерской монархии. Третий универсал Центральной Рады 1917 г. подтвердил, что «суд на Украине должен быть справедливый, соответствующий духу народа». В связи с этим Центральная Рада законом от 17 декабря 1917 г. установила Генеральный Суд, как наивысшее судебное учреждение страны. На западных украинских землях Украинская Национальная Рада законом от 21 ноября 1918 г. «О временной организации судейства и измерения справедливости» постановила, что суды должны быть независимы, и установила Высокий Суд во Львове.

### Период (1920—1939 гг.)
Под Польшей 1920 — 39р г. основы судоустройства определяла конституция от 17 марта 1921 г., которая признала суд отдельным органом государственной власти, независимым от исполнительного и законодательного органов. Установлен высокий суд для уголовных и гражданских дел, суд присяжных для рассмотрения тяжких, политических и других преступлений. Суд изменен распоряжением главы государства от 6 февраля 1928 г. («Право на устройство общих судов»), которое предусматривало городские суды для незначительных гражданских и уголовных дел (они действовали в единоличном составе), окружные для более важных дел (они были также апелляционной инстанцией для городских судов и при них действовали недолгое время суды присяжных) и апелляционные (от окружных судов). В Галичине было 11 окружных судов (в них допускалась украинский язык, чего не было на северо-западных землях) и апелляционный суд во Львове. Высокий суд в Варшаве был высшим апелляционным учреждением для апелляционных судов и кассационным для окружных судов присяжных. При окружных, апелляционном и высшем судах действовали прокуроры. Кроме того, существовали специальные суды — суды труда, принудительного арбитража и тому подобное.
Судей назначал глава государства, и они, по закону, должны были быть независимы от государственной администрации. В действительности судьи добирались только из политически благонадежных лиц.

### ПериодУССР
В УССР основанием организации судебной системы были сначала декреты, распоряжения и законы РСФСР, а затем всесоюзные. Декрет о суде, часть 1 от 24 ноября 1917 г., одобрен Советом Народных Комиссаров РСФСР, отменил всю судебную систему Российской Империи и образовал местные народные суды для обычных дел и революционные трибуналы для так называемых «контрреволюционных преступлений». Народный Секретариат УССР издал постановление от 4 января 1918 г. «О введении народного суда», которая была почти буквальная копия декрета о суде, часть 1; народные судьи должны быть избраны «демократическим способом», но их выбирали Совета рабочих, солдатских и крестьянских депутатов. «Временное положение о народных судов и революционных трибуналах», утвержденное Советом Народных Комиссаров УССР от 14 февраля 1919 г., действительно с 15 февраля 1919 г., регулировало точнее новый судоустройстве. Народные суды в составе одного народного судьи и от двух до шести народных заседателей рассматривали уголовные и гражданские дела, не предусмотренные для Революционных трибуналов, а Революционные трибуналы (в составе пяти членов) — дела о контрреволюционные преступления в широком понимании; в УССР в отличие от РСФСР они не имели права рассматривать дела так называемым сокращенным процессом, без участия обвиняемого и обороны. Впоследствии приговоры революционного трибунала можно было обжаловать перед Высшим кассационным судом (трибуналом). По образцу РСФСР на Украине основано также Всеукраинские и местные чрезвычайные комиссии (ВЧК), которые имели, наряду с революционными трибуналами, задача бороться с «контрреволюцией». Эта двойственность судоустройства существующая в двух формах суда — народному и революционному (в дополнение к чрезвычайных комиссий) — была особенностью судебной системы на Украине того периода. Революционные трибуналы были отменены в 1921 г. Декрет Совета Народных Комиссаров УССР от 26 октября 1920 г. ввел изменения, которые имели целью устранить разницы между судом УССР и РРФС г. Централизация судебной системы завершилась призывом Центрального Исполнительного Комитета РСФСР, чтобы все союзные республики приняли в себя идентичный с российским закон о судоустройстве. В результате ВУЦИК принял 16 декабря 1922 г. положение о судоустройстве УССР по российскому образцу. По конституции СССР 1924 г., в компетенции верховных органов Союза было установление основ судоустройства, как и судопроизводства гражданского и уголовного законодательства; ЦИК СССР утвердил 29 октября 1924 г. эти «Основы». В соответствии с ним 23 октября 1925 г. был издан декрет о суде УССР, который предусматривал такую судебную систему: народные суды, окружные суды и Верховный Суд республики. Конституция СССР 1936 г. дала повод к всесоюзного закона о судоустройстве. На основании «Основ законодательства о судоустройстве СССР, союзных и автономных республик», утвержденных Верховным Советом СССР 25 декабря 1958 г., издан закон о судоустройстве УССР 30 июня 1960 г., который действует по сей день. В соответствии с ним судебная система на Украине состоит из районных (городских) народных судов, областных судов и Верховного Суда.
Основным судом в СССР был народный суд, который был первой инстанцией для всех уголовных и гражданских дел, не предусмотренных высшим судом. Областной суд как суд первой инстанции рассматривал дела, определённые законом, как суд второй инстанции для народных (городских) судов и в порядке надзора проверял законность приговоров и решений народных судов, вступивших уже в законную силу. Верховный Суд УССР являлся высшим судебным органом в республике, действуя в исключительных делах, гражданских и уголовных, как суд первой инстанции и главных как суд второй инстанции. Судебные коллегии Верховного Суда рассматривали протесты генерального прокурора СССР и УССР, председателя Верховного Суда и постановления президиума низших судов. Высшим судебным органом СССР являлся Верховный Суд СССР; в его компетенции находились надзор за деятельностью судебных органов СССР, в том числе Верховных судов союзных республик. В отношении последних он рассматривал протесты председателя Верховного Суда и генерального прокурора СССР на постановления пленумов верховных судов республики, когда они противоречали союзному законодательству или интересам других республик.
Конституция и закон о судоустройстве предусматривали выборность судей. Граждане того или иного района (города) избирают судей народного суда на 5 лет. Судей областных судов избирают областные советы депутатов трудящихся, а судей Верховного суда — Верховный совет, также на 5 лет. Кандидатов на судей выдвигают партийные и другие общественные организации.
В УССР некоторые проступки и дела рассматривались также внесудебными органами. К ним относились система государственного арбитража при союзном и республиканском советах министров, краевых и областных исполкомах Советов депутатов и т. п. для разрешения споров между государственными и кооперативными учреждениями и предприятиями (положение Совета Министров СССР от 17 августа 1960 г. и УССР от 1 октября 1960 г.) и так называемые товарищеские суды на предприятиях, в учреждениях, колхозах, имевшие право рассматривать споры между членами той или иной организации и даже наказывать за нарушение законов в более мелких делах.

## Современность
См. Судебная система Украины

См. Суд присяжных на Украине